# Brittany Schussler
Brittany Schussler (Winnipeg, Manitoba, 21 april 1985) is een Canadese oud-langebaanschaatsster. Haar specialiteit lag bij het allroundschaatsen. Schussler vormt een schaatskoppel met Justin Warsylewicz. Heden ten dage is ze als manager betrokken bij de organisatie van wedstrijden rondom het stadion in Calgary.

## Biografie
Al op jonge leeftijd deed Schussler mee aan de WK Junioren en in totaal reed ze vijfmaal een WK Junioren eindklassement. Haar beste individuele prestatie waren twee vierde plaatsen in 2002 (Collalbo) en 2003 (Kushiro). In Kushiro reed ze ook met het team naar de beste prestatie, met Marilou Asselin en Shannon Sibold behaalde ze de bronzen medaille. Deze medaille won ze een jaar later in Roseville weer met de ploegenachtervolging, nu met Marilou Asselin en Shannon Rempel.
Schussler heeft zich, in tegenstelling tot de trend van de afgelopen decennia, niet gespecialiseerd in een bepaalde afstand. Haar focus ligt bij alle afstanden en is zodoende een allroundschaatsster. De favoriete afstand van de Canadese is de 1000 meter, maar op de 1500 en 3000 meter heeft ze nationaal succes geboekt.
Aan het Continentaal kampioenschap (het kwalificatietoernooi voor de WK Allround) nam Schussler vier keer deel. Op het toernooi van 2006 werd ze zevende, in 2007 en 2008 werd ze zesde en op het CK van 2009 eindigde ze als tweede. Het was haar eerste eremetaal in een internationaal allroundtoernooi. In 2008 en 2009 kwalificeerde zij zich voor het WK Allround. Schussler eindigde op het WK Allround van 2008 op de vijftiende positie en op WK Allround van 2009 als negende.
Door het terugtrekken van Cindy Klassen voor de WK Afstanden van 2008 in Nagano mocht Schussler meedoen aan het kampioenschap. Ze behaalde een knappe zesde plek op de 1500 meter en de Canadese werd dertiende op de 3000 meter. Ook kreeg ze een plek toebedeeld in de achtervolgingsploeg waarmee ze samen met Kristina Groves en Christine Nesbitt het zilver veroverde. De zilveren medaille was haar eerste eremetaal bij een internationaal seniorentitelkampioenschap. Een jaar later verbeterde ze deze prestatie door opnieuw met Groves en Nesbitt wereldkampioene op de ploegenachtervolging te worden.

## Records

### Persoonlijke records
| Afstand    | Tijd    | Datum            | Baan           |
| ---------- | ------- | ---------------- | -------------- |
| 500 meter  | 39,08   | 28 december 2007 | Calgary        |
| 1000 meter | 1.15,58 | 20 januari 2013  | Calgary        |
| 1500 meter | 1.54,85 | 5 december 2009  | Calgary        |
| 3000 meter | 4.03,17 | 11 december 2009 | Salt Lake City |
| 5000 meter | 7.04,36 | 24 oktober 2010  | Calgary        |

### Ontwikkeling persoonlijke records
| jaar    | 500m  | 500m     | 1000m   | 1000m    | 1500m   | 1500m    | 3000m   | 3000m    | 5000m   | 5000m             |
| ------- | ----- | -------- | ------- | -------- | ------- | -------- | ------- | -------- | ------- | ----------------- |
| jaar    | tijd  | datum    | tijd    | datum    | tijd    | datum    | tijd    | datum    | tijd    | datum             |
| 2002-03 | 40,06 | 03-01-03 | 1.17,45 | 02-01-03 | 2.00,78 | 03-01-03 | 4.21,70 | 03-01-03 |         |                   |
| 2003-04 |       |          |         |          |         |          |         |          |         |                   |
| 2004-05 | 40,04 | 20-12-04 | 1.58,81 | 20-12-04 |         |          |         |          |         |                   |
| 2005-06 | 39,92 | 13-01-06 | 1.16,65 | 27-12-05 | 1.58,63 | 27-12-05 | 4.16,04 | 27-12-05 | 7.34,89 | 21-01-06          |
| 2006-07 | 39,72 | 03-03-07 | 1.16,07 | 02-03-07 | 1.56,66 | 03-03-07 | 4.08,69 | 04-03-07 | 7.22,76 | 30-09-06 17-02-07 |
| 2007-08 | 39,08 | 28-12-07 | 1.15,92 | 18-11-07 | 1.55,69 | 17-11-07 | 4.06,24 | 16-11-07 | 7.12,55 | 01-12-07          |
| 2008-09 |       |          |         |          | 1.54,91 | 07-03-09 | 4.03,23 | 06-03-09 | 7.10,64 | 14-02-09          |
| 2009-10 |       |          |         |          |         |          | 4.03,17 | 11-12-09 |         |                   |

vet = huidig persoonlijk record

### Wereldrecords
| Nr. | Afstand                | Tijd    | Datum           | Baan    |
| --- | ---------------------- | ------- | --------------- | ------- |
| 1.  | Ploegenachtervolging * | 2.55,79 | 6 december 2009 | Calgary |

- * samen met Kristina Groves & Christine Nesbitt

## Resultaten
| Jaar | NK Afstanden                                     | NK Sprint | NK Allround | CK N-Amerika | WK Allround | WK Afstanden                         | Olympische Spelen                    | Wereldbeker                            | WK Junioren         |
| ---- | ------------------------------------------------ | --------- | ----------- | ------------ | ----------- | ------------------------------------ | ------------------------------------ | -------------------------------------- | ------------------- |
| 2000 |                                                  |           |             |              |             |                                      |                                      |                                        | 5e                  |
| 2001 |                                                  |           | 15e         |              |             |                                      |                                      |                                        | 8e                  |
| 2002 |                                                  |           | Goud        |              |             |                                      |                                      |                                        | 4e 4e achtervolging |
| 2003 |                                                  | 5e        | 13e         |              |             |                                      |                                      | 32e 1000m                              | 4e · achtervolging  |
| 2004 |                                                  | 5e        | NC          |              |             |                                      |                                      | 43e 1000m                              | 10e · achtervolging |
| 2005 |                                                  | NC        | NC          |              |             |                                      |                                      | 46e 1000m                              |                     |
| 2006 | 6e 1000m · 1500m · 5e 3000m                      |           |             | 7e           |             |                                      |                                      | 44e 500m 23e 1000m 36e 1500m           |                     |
| 2007 | 7e 500m · 5e 1000m · 5e 1500m · 3000m            |           |             | 6e           |             |                                      |                                      | 30e 500m 20e 1000m 17e 1500m 28e 3/5km |                     |
| 2008 | 9e 500m · 4e 1000m · 4e 1500m · 3000m · 4e 5000m |           |             | 6e           | NC15        | 6e 1500m · 13e 3000m · achtervolging |                                      | 51e 500m 13e 1000m 12e 1500m 28e 3/5km |                     |
| 2009 | 6e 500m · 1000m · 1500m · 3000m · 5000m          |           |             | Zilver       | 9e          | 7e 3000m · 11e 5000m · achtervolging |                                      | 16e 1000m 4e 1500m 11e 3/5km           |                     |
| 2010 |                                                  |           |             | NS4          | 9e          |                                      | 25e 1000m 35e 1500m 5e achtervolging |                                        |                     |
| 2011 |                                                  |           |             | Brons        | 9e          |                                      |                                      |                                        |                     |
| 2012 |                                                  |           |             | Goud         |             |                                      |                                      |                                        |                     |

NC = niet gekwalificeerd voor de laatste afstand

### Medaillespiegel

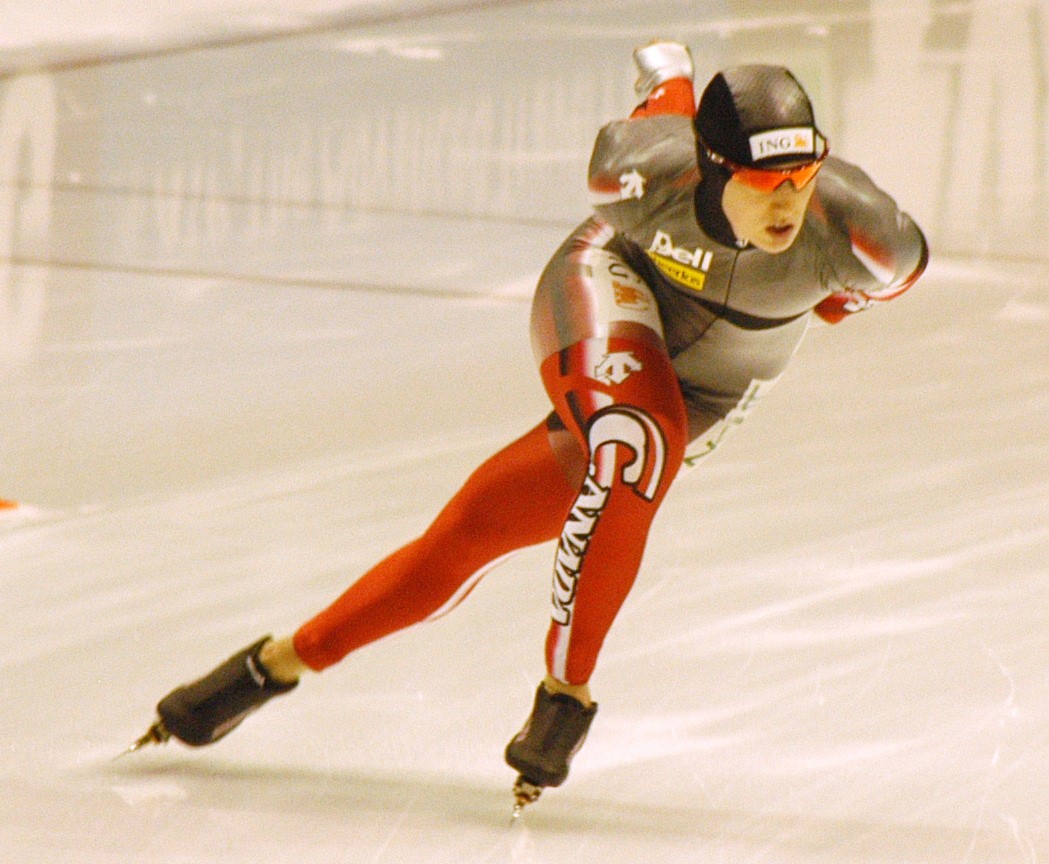
Schussler tijdens een wereldbekerwedstrijd in Heerenveen (nov 2008)

| Kampioenschap | Goud | Zilver | Brons |
| ------------- | ---- | ------ | ----- |
| NK Afstanden  | 0    | 0      | 7     |
| NK Allround   | 1    | 0      | 0     |
| CK N-Amerika  | 1    | 1      | 1     |
| WK Afstanden  | 1    | 1      | 0     |
| WK Junioren   | 0    | 0      | 2     |

### Klasseringen wereldbekerwedstrijden
bijgewerkt t/m wereldbekerwedstrijd van 16 februari 2009
| afstand       | Goud | Zilver | Brons | 4e-6e | 7e-10e |
| ------------- | ---- | ------ | ----- | ----- | ------ |
| 1000 meter    |      |        |       | 5     | 3      |
| 1500 meter    |      | 1      |       | 1     | 5      |
| 3000 meter    |      |        |       |       | 2      |
| 5000 meter    |      |        |       |       | 1      |
| achtervolging | 1    | 3      |       | 2     | 2      |